# Osové
Osové (en allemand : Wossowe) est une commune du district de Žďár nad Sázavou, dans la région de Vysočina, en République tchèque. Sa population s'élevait à 85 habitants en 2020.

## Géographie
Březejc se trouve à 3,5 km au sud de Velké Meziříčí, à 31 km au nord-est de Žďár nad Sázavou, à 32 km à l'est-sud-est de Jihlava et à 143 km au sud-est de Prague.
La commune est limitée par Oslavice à l'ouest et au nord, par Velké Meziříčí au nord, par Petráveč à l'est, par Dolní Heřmanice au sud-est et par Rohy au sud.

## Histoire
La première mention écrite de la localité date de 1354.

## Transports
Par la route, Osové se trouve à 5,5 km de Velké Meziříčí, à 34 km de Žďár nad Sázavou, à 58 km de Brno, à 40 km de Jihlava et à 160 km de Prague.